# Silent Night, Deadly Night Part 2
Silent Night, Deadly Night Part 2 è un film diretto da Lee Harry. È il sequel della pellicola Natale di sangue (Silent Night, Deadly Night) e, come i successivi film della saga, è inedito in Italia.

## Trama
Quattro anni dopo il primo film, Ricky, fratello del defunto Billy, è in un ospedale psichiatrico, condannato all'ergastolo dopo essere stato processato per una serie di omicidi che ha commesso. Mentre viene intervistato dallo psichiatra Dr. Henry Bloom, Ricky racconta la storia degli omicidi che suo fratello Billy ha commesso durante una serie di numerosi flashback. Essi presentano la sua vita dopo l'orfanotrofio.
Dopo questo, Ricky racconta la sua storia: una volta che Billy è morto, è stato adottato e educato bene, ma il suo trauma non è mai stato curato. Dopo il decesso del padre adottivo, il protagonista perde la calma e commette una serie di omicidi casuali, prendendo di mira persone "cattive". Una possibilità per una vita normale sembra apparire quando inizia a frequentare Jennifer Statson, ma uno spiacevole incontro con l'ex fidanzato di quest'ultima, Chip, manda Ricky oltre il limite. Egli lo uccide fulminandolo con cavi attaccati a un'auto, mentre Jennifer guarda con orrore, e poi strangola la ragazza a morte con l'antenna della macchina dopo che lei ha urlato che lo odia. Un agente di polizia è testimone di questo e mentre Ricky sta per essere arrestato, afferra la pistola dell'ufficiale e gli spara in fronte, prima di scatenarsi in una sparatoria. Uccide almeno altre tre persone in tutto il quartiere, incluso un uomo che porta fuori la sua spazzatura. Più tardi, Ricky si trova in una situazione di stallo, dove cerca e fallisce di suicidarsi prima di essere arrestato.
Tornando al presente, quest'ultimo strangola a morte il dottor Bloom usando il nastro della cassetta audio e fugge dall'ospedale psichiatrico. Uccide un Babbo Natale dell'Esercito della Salvezza e gli ruba il costume. Ricky vuole terminare ciò che suo fratello non è riuscito a fare, cioè eliminare la terribile e crudele Madre Superiora, ormai in pensione e sfigurata, per vendicarsi per le orribili torture che ha causato alla infanzia di Billy. Dopo averla inseguita per tutta la casa, Ricky riesce finalmente a ucciderla, decapitandola con la stessa ascia bipenne, rimettendo poi la Madre Superiora seduta sulla sedia a rotelle e appoggiando la testa mozzata in equilibrio sul corpo, quando Suor Mary si avvicina a lei la testa cade a terra, e la donna sviene dalla paura. All'improvviso Ricky salta fuori e si prepara ad attaccare, ma viene scaraventato dalla finestra con dei colpi di pistola da un poliziotto, Suor Mary si sveglia e, vedendo la testa mozzata della Madre Superiora accanto a lei, comincia a urlare di terrore.
Ricky apre improvvisamente gli occhi di soprassalto e sorride malignamente soddisfatto per aver compiuto la sua vendetta e terminato ciò che suo fratello Billy non è riuscito a fare nei confronti dell'odiata Madre Superiora.

## Produzione
Il film, realizzato a Pasadena e Westwood, California,  fra il 10 novembre 1977 e il 15 febbraio 1978 (ma le riprese in senso stretto durarono 10 giorni), costò circa 250.000 dollari.
All'inizio delle riprese, il film non era ancora un sequel: le scene girate dovevano trovare posto nell'originale, per un nuovo rilascio in cui il primo film si sarebbe rivelato in realtà solo il delirio di un uomo rinchiuso in manicomio. Al complemento delle nuove scene (40 minuti in totale) i produttori decisero di farne un seguito, allungando il tutto con un recap del precedente film. Silent Night, Deadly Night 2 risulta quindi composto per un'intera metà da filmati di repertorio del primo film con l'aiuto del regista Lee Harry dopo che il regista del precedente film, Charles E. Sellier Jr., rifiutò di prendervi parte. Nonostante ciò, il nuovo girato insieme alle scene di repertorio erano ancora troppo poco per ottenere un lungometraggio e per questo vennero allungati i titoli di coda per un totale di dieci minuti aggiungendovi il cast e la crew del film e quelli del suo predecessore.

## Accoglienza
Il film ricevette unanimemente recensioni estremamente negative da parte del pubblico e della critica a causa dell'uso eccessivo di scene riutilizzate dal primo capitolo, Natale di sangue (1984). Inoltre nel corso degli anni il film si è guadagnato lo status di film di culto principalmente a causa della sua comicità involontaria, data principalmente dalla recitazione scadente e sopra le righe e dalla sceneggiatura dozzinale.

## Sequel
Il film ha avuto un sequel nel 1989, uscito straigth-to-video.